# Бассет, Ральф, 1-й барон Бассет из Сапкота
Ральф Бассет (англ. Ralph Basset; 1309/22 — 9 июля 1378) — английский аристократ, 1-й барон Бассет из Сапкота с 1371 года. Сын Саймота Бассета и Изабель Ботелер (сестры Уильяма ле Ботелера, 1-го барона Ботелера из Уэма). Участвовал в боевых действиях на континенте — в частности, сражался в 1346 году при Креси. В июле 1369 года стал одним из двух наследников поместий Роберта Колвилла, барона Колвилла, включая замок и манор Бейтем в Линкольншире. 8 января 1371 года король Эдуард III вызвал его в свой парламент как лорда, в связи с чем Ральф считается первым бароном Бассет из Сапкота.
Бассет был женат дважды: на Сибил Эстли, дочери сэра Жиля Эстли и Элис Вулви, внучке 1-го барона Эстли, и на Элис Дерби, дочери Джона Дерби и Эми де Гавестон. В первом браке родилась дочь Элис, жена сэра Лоуренса Даттона и сэра Роберта Мотона. Во втором браке родилась дочь Элизабет, жена Ричарда Грея, 1/4-го барона Грея из Коднора. Поскольку сыновей у Ральфа не было, его титул после его смерти не использовался.